# 3674 Erbisbühl
3674 Erbisbühl eller 1963 RH är en asteroid i huvudbältet som korsar Mars omloppsbana. Den upptäcktes 13 september 1963 av den tyske astronomen Cuno Hoffmeister vid Sonneberg-observatoriet. Den är uppkallad efter berget Erbisbühl, på vilket Sonneberg-observatoriet är lokaliserat.
Asteroiden har en diameter på ungefär 9 kilometer.